# Olympische Sommerspiele 1984/Teilnehmer (Guatemala)
| Gelbes Symbol für Goldmedaillen mit stilisierten Olympischen Ringen | Graues Symbol für Silbermedaillen mit stilisierten Olympischen Ringen | Braundes Symbol für Bronzemedaillen mit stilisierten Olympischen Ringen |
| ------------------------------------------------------------------- | --------------------------------------------------------------------- | ----------------------------------------------------------------------- |
| —                                                                   | —                                                                     | —                                                                       |

Guatemala nahm an den Olympischen Sommerspielen 1984 in Los Angeles, USA, mit einer Delegation von 24 Sportlern (20 Männer und vier Frauen) teil.

## Teilnehmer nach Sportarten

### Boxen
- Carlos Motta
Fliegengewicht: 5. Platz

### Gewichtheben
- Nery Minchez
Bantamgewicht: 15. Platz

- Antulio Delgado
Leichtgewicht: Wettkampf nicht beendet

### Leichtathletik
- Emilio Samayoa
100 Meter: Vorläufe
200 Meter: Vorläufe

- Alberto López
400 Meter: Vorläufe
800 Meter: Vorläufe

- Hugo Allan García
1500 Meter: Vorläufe
3000 Meter Hindernis: Vorläufe

- José Víctor Alonzo
20 Kilometer Gehen: 34. Platz
50 Kilometer Gehen: 17. Platz

- Ángel Díaz
Zehnkampf: 24. Platz

- Christa Schumann-Lottmann
Frauen, 100 Meter: Viertelfinale
Frauen, 200 Meter: Viertelfinale

- Zonia Meigham
Frauen, 400 Meter: Vorläufe
Frauen, 800 Meter: Vorläufe

### Radsport
- Max Leiva
1000 Meter Zeitfahren: 16. Platz

### Reiten
- Oswaldo Méndez
Springreiten, Einzel: ausgeschieden

### Rudern
- Edgar Nanne
Einer: Viertelfinale

### Schießen
- Carlos Silva
Laufende Scheibe: 16. Platz

- Arturo Iglesias
Laufende Scheibe: 18. Platz

- Francisco Romero Arribas
Skeet: 19. Platz

- Mario-Óscar Zachrisson
Skeet: 58. Platz

### Schwimmen
- Rodrigo Leal
100 Meter Freistil: 58. Platz
200 Meter Freistil: 51. Platz
4 × 100 Meter Freistil: 21. Platz
4 × 100 Meter Lagen: 19. Platz

- Ernesto José Degenhart
100 Meter Freistil: 60. Platz
100 Meter Rücken: 39. Platz
200 Meter Rücken: 33. Platz
4 × 100 Meter Freistil: 21. Platz
4 × 100 Meter Lagen: 19. Platz

- Roberto Granados
200 Meter Freistil: 50. Platz
100 Meter Schmetterling: 45. Platz
200 Meter Schmetterling: 33. Platz
200 Meter Lagen: 38. Platz
4 × 100 Meter Freistil: 21. Platz
4 × 100 Meter Lagen: 19. Platz

- Fernando Marroquin (Schwimmer)
100 Meter Brust: 40. Platz
200 Meter Brust: 44. Platz
4 × 100 Meter Freistil: 21. Platz
4 × 100 Meter Lagen: 19. Platz

- Blanca Morales
Frauen, 100 Meter Freistil: 37. Platz
Frauen, 200 Meter Freistil: 32. Platz
Frauen, 100 Meter Schmetterling: 30. Platz
Frauen, 200 Meter Schmetterling: 28. Platz
Frauen, 200 Meter Lagen: 27. Platz

- Karen Slowing-Aceituno
Frauen, 100 Meter Freistil: 41. Platz
Frauen, 200 Meter Freistil: 31. Platz
Frauen, 400 Meter Freistil: 23. Platz
Frauen, 800 Meter Freistil: 19. Platz
Frauen, 100 Meter Schmetterling: 33. Platz

### Segeln
- Juan Maegli
Finn-Dinghy: 19. Platz